# Mack (Colorado)
Mack é uma comunidade não incorporada E posto de correios dos Estados Unidos. A cidade está localizado a cerca de 10 milhas a leste da fronteira Colorado–Utah em Condado de Mesa, Colorado, Estados Unidos. Mack faz parte da Grand Junction Metropolitan Statistical Area.